# 粟屋駅
粟屋駅（あわやえき）は、広島県三次市粟屋町字下津河内にあった、西日本旅客鉄道（JR西日本）三江線の駅（廃駅）である。三江線の廃止に伴い、2018年（平成30年）4月1日に廃駅となった。

## 歴史
- 1955年（昭和30年）3月31日：三江南線（当時）が三次駅 - 式敷駅間で開業した際に新設[1]。旅客のみ取り扱いの駅員無配置駅[2]。
- 1975年（昭和50年）8月31日：当駅を含む江津駅 - 三次駅間が全通したため三江南線が三江線の一部となり、当駅も同線の所属駅となる。
- 1987年（昭和62年）4月1日：国鉄分割民営化により、西日本旅客鉄道へ承継[1]。
- 2018年（平成30年）4月1日：三江線の全線廃止に伴い、廃駅となる。

## 駅構造

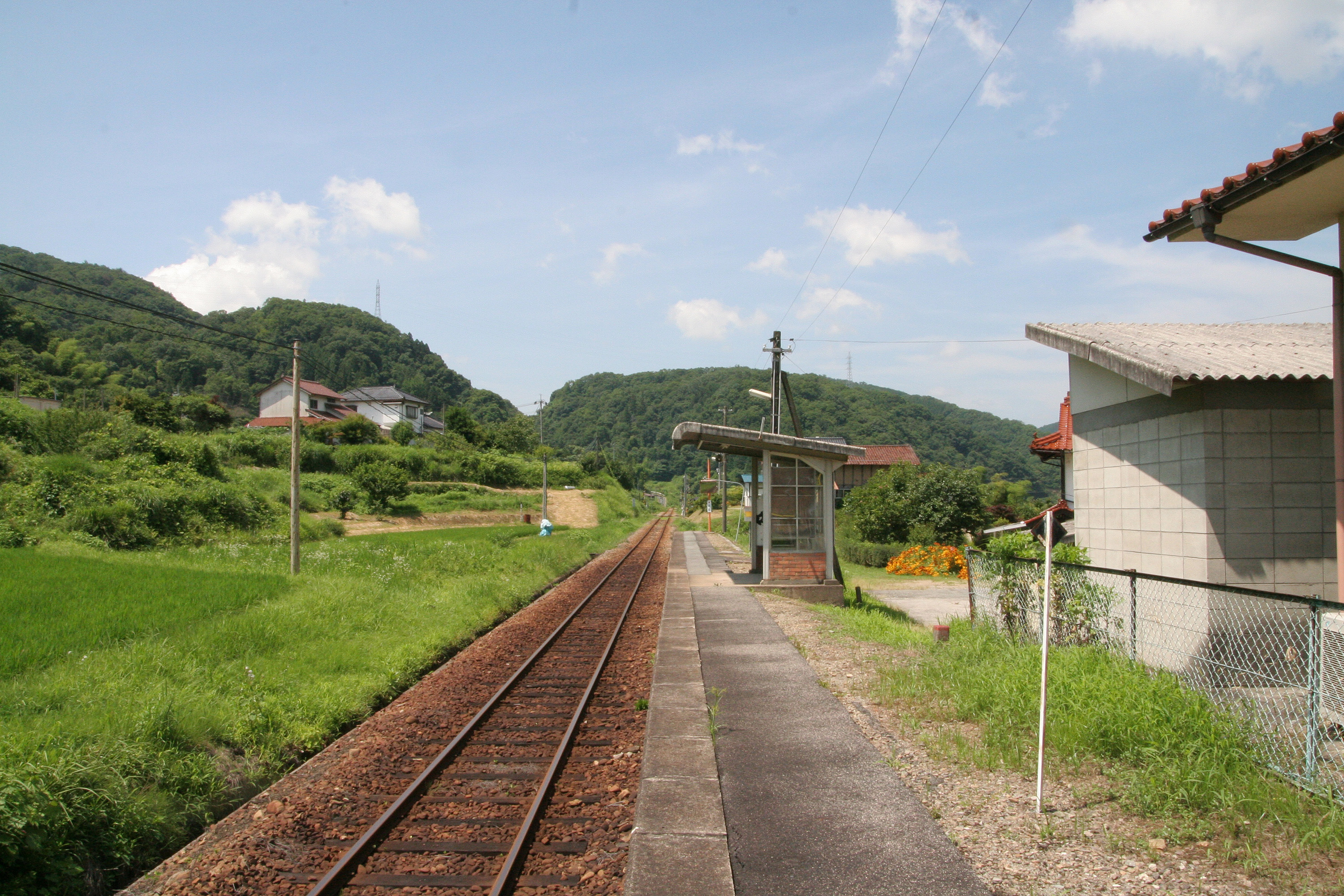
ホーム（2008年7月）

三次方面に向かって左側（構内の北西側）に、単式ホーム1面1線を持つ地上駅（停留所）であった。浜田鉄道部管理の無人駅であり、待合室を兼ねた駅舎がホーム上にあるだけの簡素な駅であった。乗車時は、直接ホームに入る形状になっていた。なお、自動券売機等は設置されていなかった。
2021年（令和3年）3月末日時点では、旧駅舎（待合室）やホームなどの施設、当駅周辺の線路が残存している。ただし、ホーム上には入れないようにロープが張られている。なお、2019年（平成31年）3月末日時点ではホーム上（階段の前）に、材木が無造作に置かれていたが、その後撤去された。また、同日時点で旧駅舎の外壁に付けられていた「粟屋駅」の看板や、ホーム上の駅名板は取り外されていた。この他、当駅付近の踏切（上荒瀬踏切、中荒瀬第一踏切、中荒瀬第二踏切など）は線路の部分が断ち切られ、アスファルト舗装されていた（線路の切断と舗装作業は、2020年2月頃に行われた）。

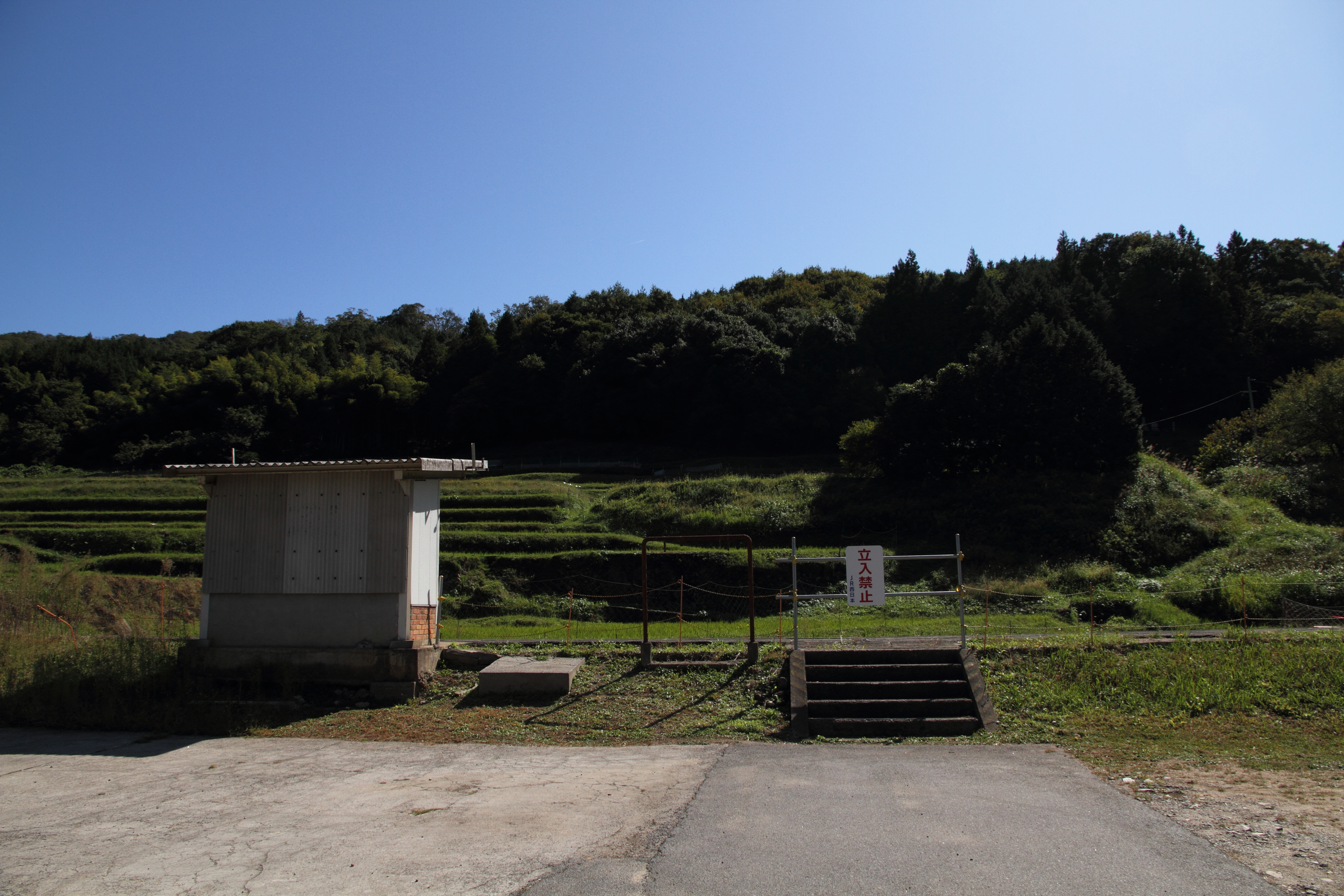
廃線後の駅入口。駅構内は立入禁止であった（2019年10月）

## 利用状況
1日平均の乗車人員は以下の通り。
| 年度               | 1日平均 乗車人員 | 出典        |
| ------------------ | ---------------- | ----------- |
| 2002年（平成14年） | 2                | [ 3 ]       |
| 2003年（平成15年） |                  |             |
| 2004年（平成16年） |                  |             |
| 2005年（平成17年） |                  |             |
| 2006年（平成18年） |                  |             |
| 2007年（平成19年） |                  |             |
| 2008年（平成20年） |                  |             |
| 2009年（平成21年） |                  |             |
| 2010年（平成22年） |                  |             |
| 2011年（平成23年） | 0                | [ 4 ]       |
| 2012年（平成24年） | 0                | [ 4 ]       |
| 2013年（平成25年） | 0                | [ 4 ]       |
| 2014年（平成26年） | 0                | [ 4 ]       |
| 2015年（平成27年） | 0                | [ 4 ] [ 5 ] |
| 2016年（平成28年） | 1                | [ 4 ]       |
| 2017年（平成29年） | 1                | [ 4 ]       |

## 駅周辺

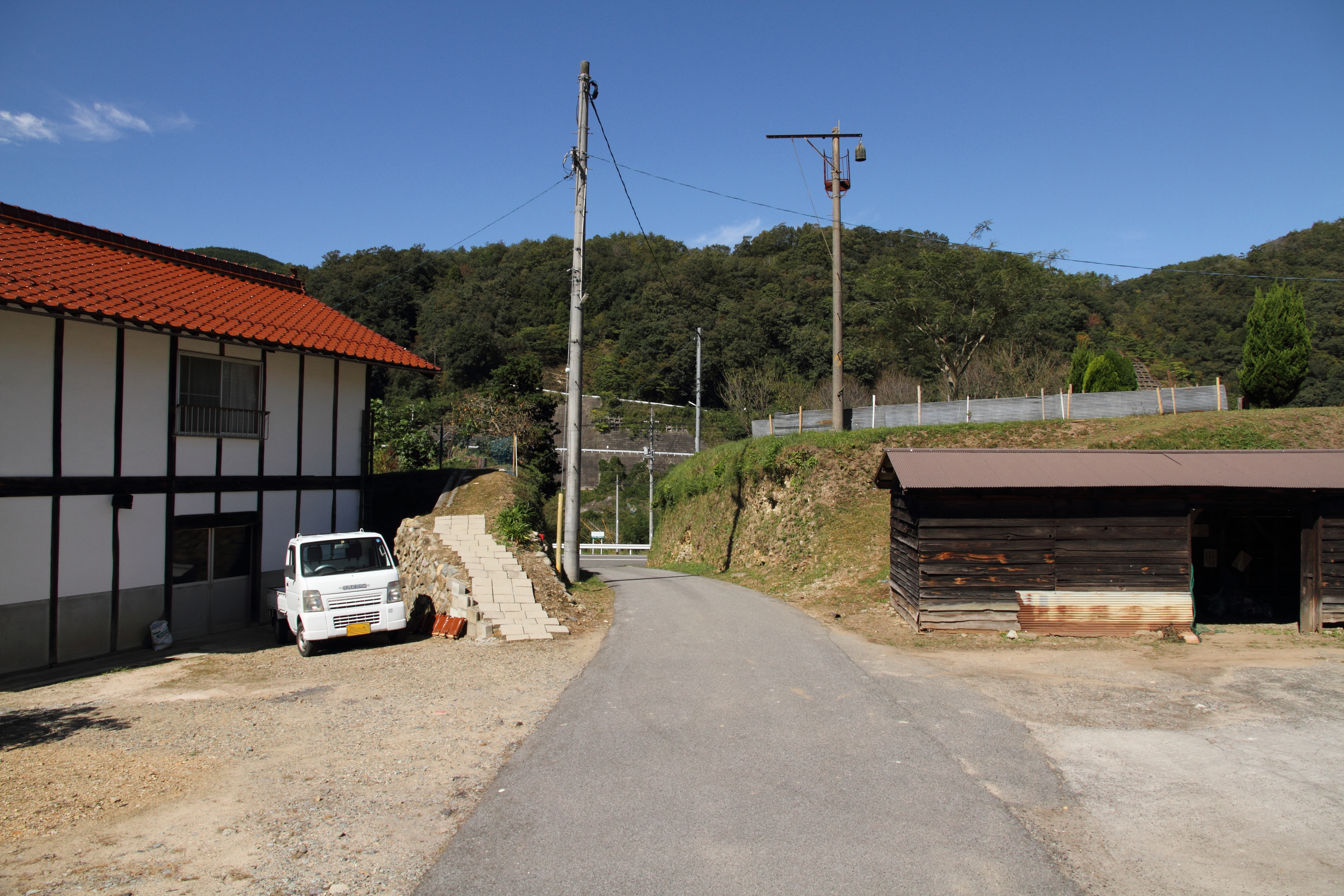
駅周辺（2019年10月）

当駅は粟屋町内に存在した唯一の駅であったが、粟屋町の中心地自体は芸備線西三次駅がほど近く、当駅は粟屋の中心地からは数キロ離れていた（なお、かつて存在した芸備鉄道の粟屋駅は当駅とは別の場所に存在していたが、やはり粟屋の中心地からは数キロ離れていた）。
- 国道375号 - 江の川の対岸を通る道路。当駅付近と国道の間には橋が架けられていない。
- 広島県道112号三次江津線
- 江の川

## バス路線
三江線の代替路線として次のものがある（2018年4月1日現在）。
- お太助バス式敷三次線（芸北タクシー、ニコニコタクシー）粟屋停留所[6][7][注釈 1]

## その他
- 三江線活性化協議会により、石見神楽の演目名にちなんだ「曽我兄弟」の愛称が付けられていた[8]。

## 隣の駅
西日本旅客鉄道（JR西日本）
 三江線
船佐駅 - 長谷駅（一部通過） - 粟屋駅 - 尾関山駅